# Нижнє Пронге
Нижнє Про́нге (рос. Нижнее Пронге) — селище у складі Ніколаєвського району Хабаровського краю, Росія. Адміністративний центр Нижньопронгенського сільського поселення.

## Населення
Населення — 307 осіб (2010; 463 у 2002).
Національний склад (станом на 2002 рік):
- росіяни — 76 %